# Andouillette d'Alençon
 (avril 2022).
Pour les articles homonymes, voir Andouillette (homonymie).
L’andouillette d’Alençon est une ancienne spécialité culinaire de Normandie dont aucune recette spécifique actuelle n'est inventoriée par le Code des usages de la charcuterie, de la salaison et des conserves de viande (mise à jour 2016). Celui-ci autoriserait qu'une « andouillette supérieure » ainsi dénommée soit proposée à la vente sous réserve d'une localisation de la fabrication.

## Historique
L’andouillette dite d’Alençon, comme celles dénommées par le Code de la charcuterie « lyonnaise » et « de Cambrai », se distingua longtemps des andouillette progressivement passées au « pur porc », par son respect d'une composition autrefois usuelle en bien des régions, approximativement définie par le Dictionnaire de l’Académie française de sa première (1694) à sa sixième édition (1835) : « Andouillette. s. f. Chair de veau hachée & ramassée en forme de petite andoüille. » 
Elle aurait été communément servie accompagnée de pommes de terre dites à la normande (en principe avec des lardons), en bon accord avec du cidre sec.
L'épidémie d'encéphalopathie spongiforme bovine entraîna l'arrêt de cette élaboration, la fraise de veau étant interdite à la consommation en tant que matériel à risque spécifié (MRS) jusqu'en 2015. L’andouillette dite d’Alençon subit donc pendant 15 ans la proscription imposée à toutes andouillettes de même préparation. La panse de veau, qui n'était pas interdite, éventuellement mélangée à des éléments du porc, aurait permis de toujours élaborer des andouillettes comportant du veau, mais son apport, peu apprécié des gourmets, ne semble pas attesté à Alençon pendant l'interdiction.
La Confrérie des fins goustiers du duché d'Alençon, qui organise chaque année des concours de charcuterie, conviait en octobre 2016 des élaborateurs d'andouillettes supérieures et de Troyes, mais n'évoquait pas l'andouillette d'Alençon. 